# Elektromos Mérőműszerek Gyára

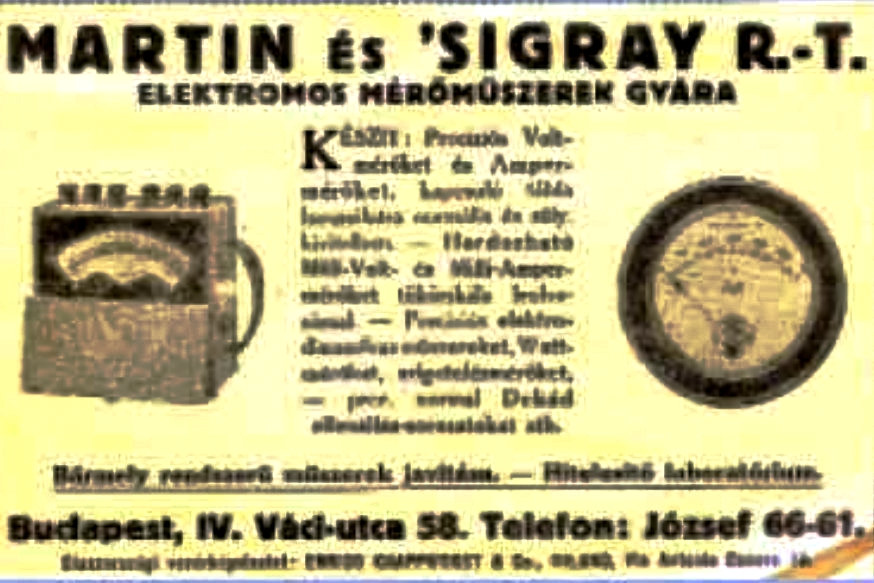
Martin és Sigray rt. Elektromos Mérőműszerek Gyára hirdetése

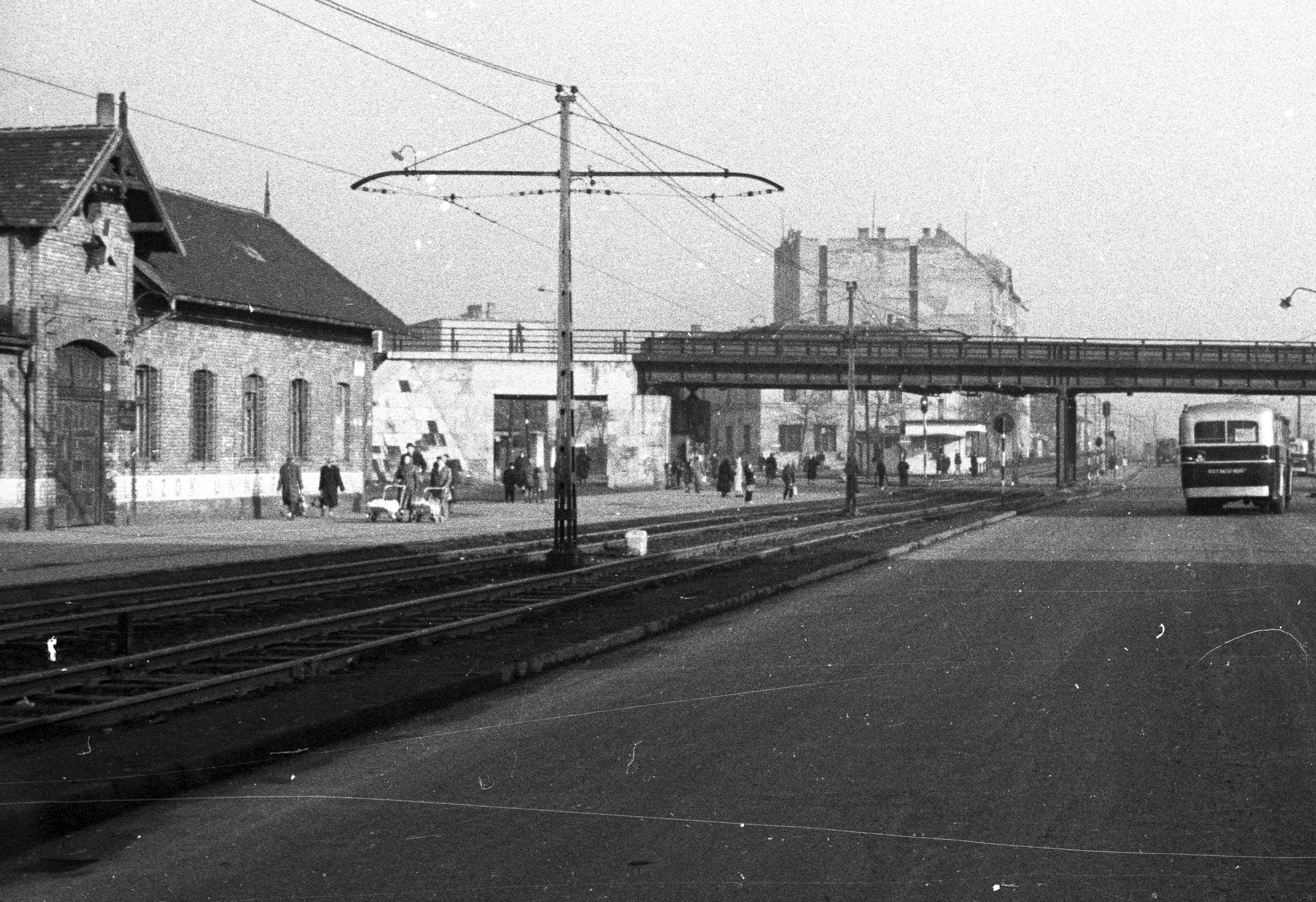
Kerepesi út. Balra a híd előtt az Elektromos Mérőműszerek Gyárának épülete.

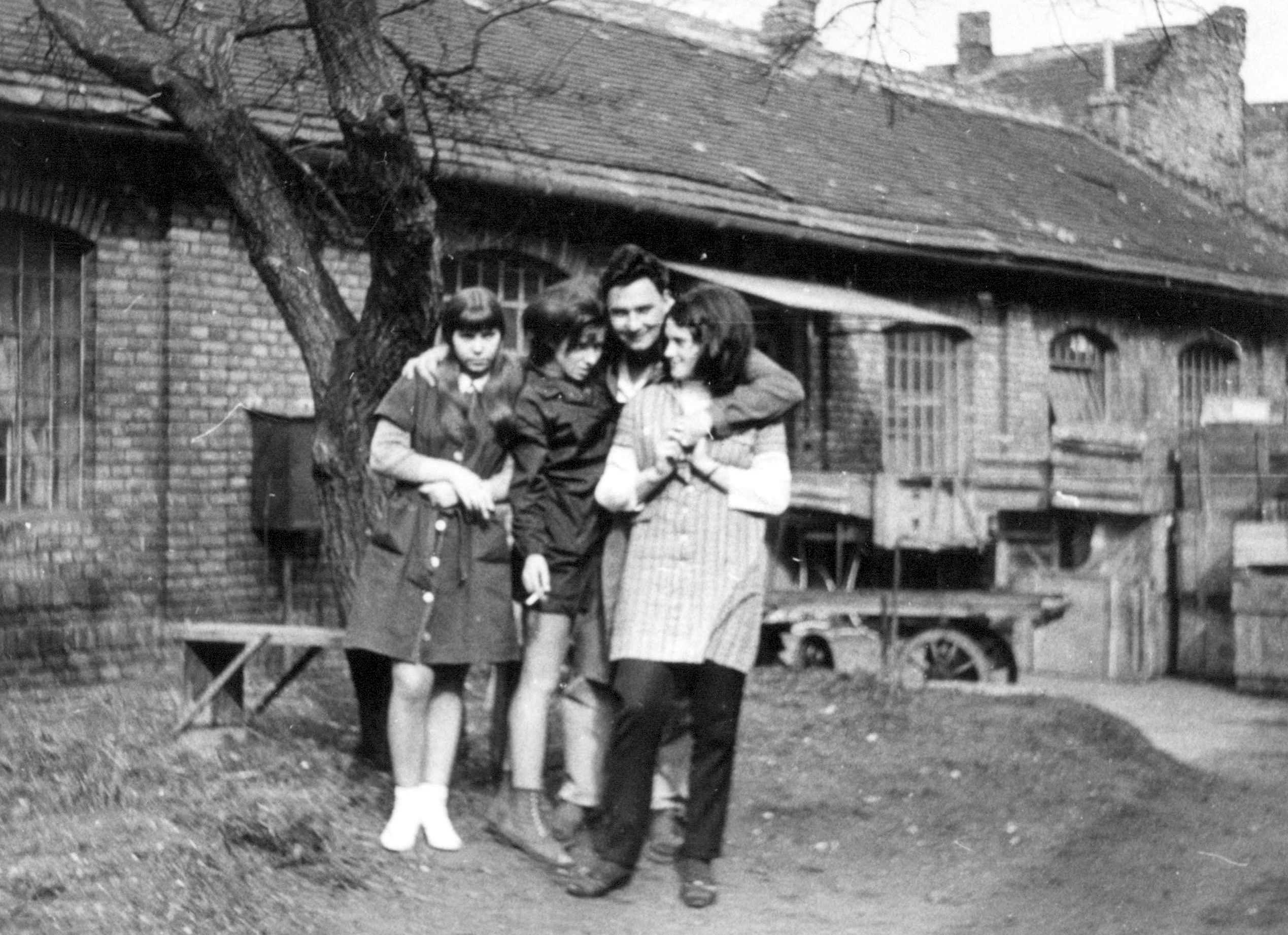
Az EIC épülete 1970-ben. Időközben lebontásra került.

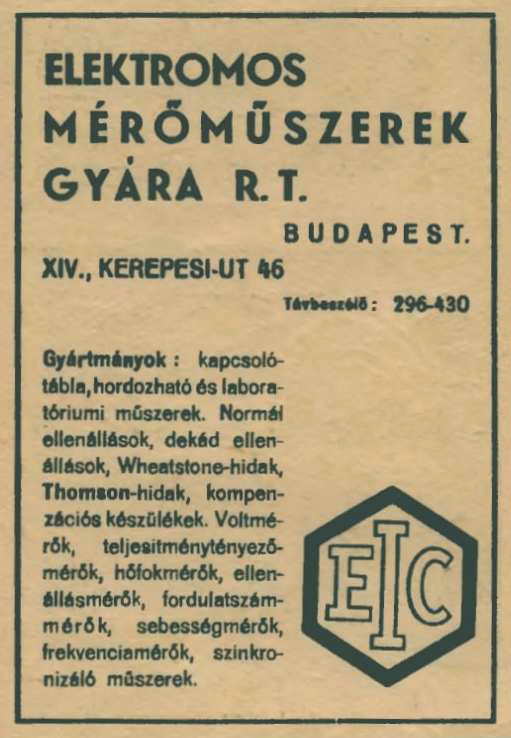
EIC Elektromos Mérőműszerek Gyára Rt. hirdetése a Technika folyóirat 1944/4 számában

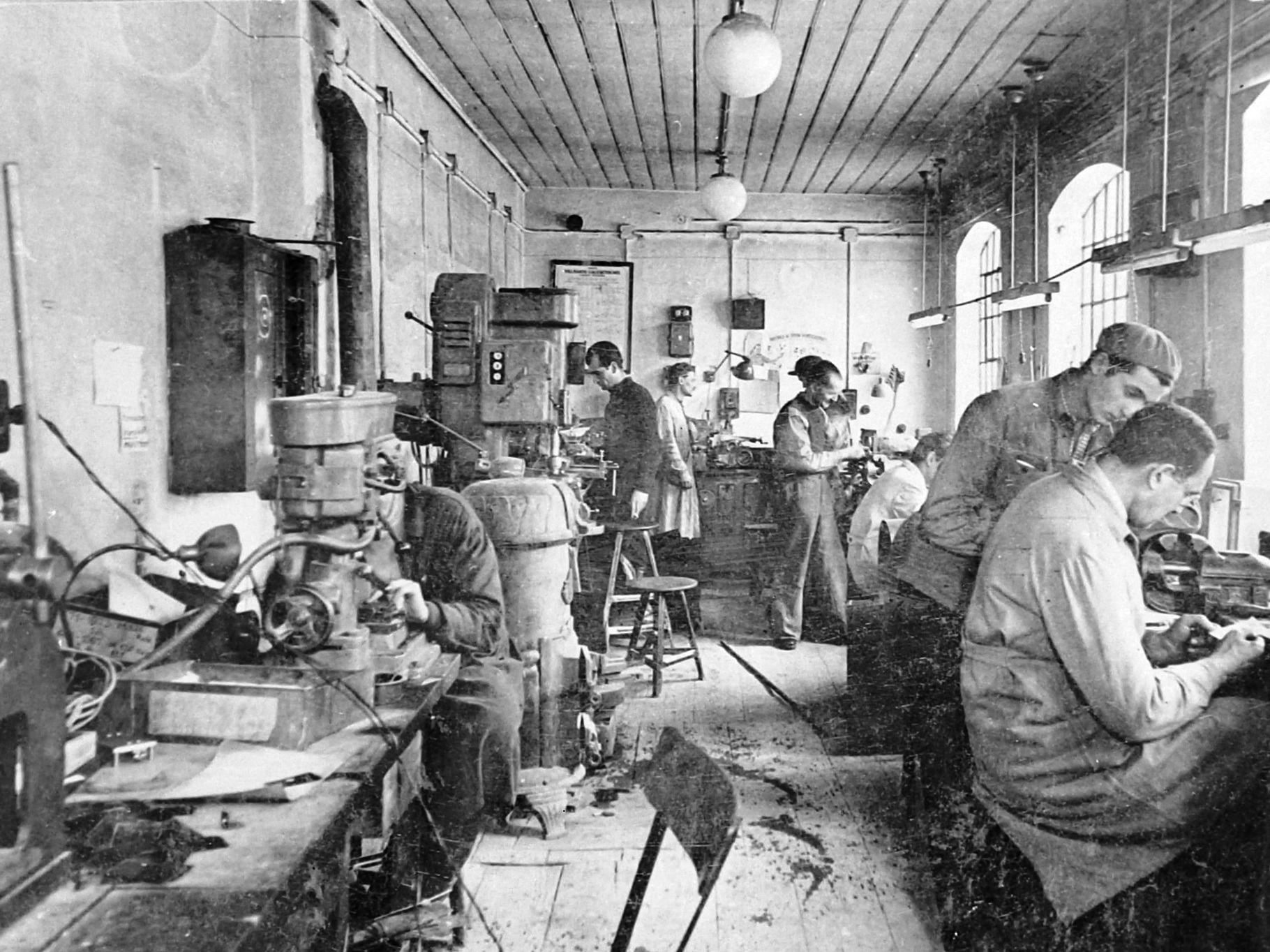
Az Elektromos Mérőműszerek Gyára Rt. 1950 körül

Az Elektromos Mérőműszerek Gyára (EIC) megalapítója 1923-ban az angol Martin Guy volt.

## Előzmények
Martin Guy társult Sigray István gépészmérnökkel, és 1921-ben Martin és Sigray rt. Elektromos Mérőműszerek Gyára néven céget alapított. A cég telephelye Budapest IV. kerület Váci utca 58. szám alatt volt. Az 1920-ban alakult Fehér-féle vállalkozás mellett az egyetlen magyar cég volt, amely kizárólag műszergyártásra rendezkedett be. A cég 20-25 fővel dolgozott. Martin Guy azonban úgy gondolta, hogy a külföldön szerzett gyártási-, szerkesztési tapasztalatait nem tudja kibontakoztatni, ezért kivált a cégből, amely 1928-ban felszámolásra került.

## Története
Martin Guy apja, Martin Frank a Szegedi Légszesz és Villamos Művek igazgatója volt. Apja tőkéjével új részvénytársaságot alapított Elektromos Mérőműszerek Gyára rt. néven, (angol nevének rövidítése E. I. C. lett a vállalati embléma.) és megvásárolta a Budapest XIV. kerület Kerepesi út 46. szám alatti bányalámpagyár telkét. A két épület egyikében a gépműhelyt, míg a másikban a szereldét helyezte el. A laboratóriumi géppark valamennyi darabját a Ganz gyártotta, mellyel az EIC jó kapcsolatokat épített ki. A Ganz szinte teljes egészében az EIC-től szerezte be precíziós műszer szükségletét.
A megnövekedett géppark bővítést tett szükségessé, melyet 1932-1933-ban megépítettek.

## Termelés, tipizálás
Az EIC termelési keresztmetszete szűk volt. Profilját a 0,2 osztálypontosságú precíziós műszerek határozták meg. Más műszereket nem gyártottak, ellentétben a Ganzzal. Az 50-60 fős kezdő létszám sohasem érte el a 100 főt. A kis létszám nem tette lehetővé a munkaigényes műszerek gyártását. Az átlagos sorozatnagyság 5-6 darab volt. Egyedül az Argentínába szállított motorvonatokhoz készítettek több száz műszert.
1936-ban belépett a céghez Gléria Antal gépészmérnök, aki hamarosan a cég ügyvezető igazgatója lett.
Szabványosítási tevékenység nem volt. Az új termékeket a drága szerszámozási költségek elkerülésére a meglévő alkatrészekhez tervezték. Az EIC műszerei meglehetősen drágák voltak, de a versenytársak nem rendelkeztek azonos feltételekkel sem gépparkban, sem munkaerőben.
Az 1930-as évek közepén kooperált a német Siemens céggel. Mivel a budapesti Elektromos Művek csak Siemens műszereket szerelt be a hálózatba, ezért a Siemenstől importáltak műszerházakat, és abba saját műszereket építettek be.
Az EIC kezdetben belföldre termelő cég volt. Legnagyobb vevője a Ganz volt. A megrendelők közé tartozott a Standard, a Posta, az Egyesült Izzó, a csepeli Weiss Manfréd stb.A műszerek egy részét exportálták Argentínába, Törökországba, Romániába és Belgiumba. Az angol export 1930-as évek végén az összes eladás kb. 50%-át tette ki.
A Standard szállítások főként thermoelektromos, nagyfrekvenciás műszerek voltak. A bánhidai erőmű még angol műszerekkel készült, de a kelenföldi erőmű bővítésénél már EIC műszereket építettek be.

## Humánpolitika
Martin Guy nagy figyelmet szentelt a jó képzettségű munkaerő megtartására. Saját nevelésű törzsgárdája volt. Az univerzális képességű dolgozóinak az 1 pengő órabért is megadta. A szakmunkáskeresetek elérték a havi 200 pengőt. Ugyanez az EKA-nál 100-140 pengő volt. A hazai viszonylatban magasnak számító bérek, messze alatta maradtak az átlagos nyugat-európai béreknek. Nem véletlen, hogy Martin Guyban felmerült az angliai gyáralapítási terv. Az angol Marconi céggel előrehaladott tárgyalásokat folytatott, majd az olcsó munkaerővel előállított alkatrészeket kiszállította Angliába. Az volt a terve, hogy ott egy összeszerelő üzemet felállítva, mint angol terméket hozza vissza Magyarországra. A tervet a második világháború kitörése megakadályozta.

## Hadiszállítások
Az 1940-es években az EIC is bekapcsolódott a hadiszállításokba. Ezek nagy része a repülőműszergyártással függött össze (hengerfejhőmérők, fordulatszámjelzők villamos adóval). A hadiszállítások révén a gyár az 1930-as évek elejétől meghússzorozta termelését. Nagy mennyiségű Multeico hordozható, lengőtekercses egyenáramú mérőműszert szállítottak a rádióhibakereső készülékekhez.
A hadikonjuktúra azonban nehézségeket is okozott. Nőttek az anyagárak, munkabérek, de nem álltak arányban az eladási árakkal. Ez veszteséget okozott a vállalatnak, mely csak 1943-ban szűnt meg, mikor a 29%-os felárat 80%-ra emelték.
A háború vége felé az angol tulajdonos igyekezett kivonni cégét a hadiszállításokból. Az újabb beruházásoktól tartózkodott, égető anyaghiányra hivatkozott.
A vállalatot 1944. június 27-én bombatámadás érte. Megbénult a gyártókapacitás 90%-a, köztük a hitelesítő központ. A HM fenyegetőzött, de az EKA, a Marx és Marx és a Fehér-féle cég vállalták a kieső termelés fedezését.
Martin Guy, szinte előre megérezve gyártelepe pusztulását a bombázás előtt mintegy két héttel a gyártási mintákat rózsadombi villájába szállíttatta. Megmenekítésüket azonban titokban tartotta. E készlet segítette a háború után a termelés újraindítását.

## A háború után
A bombázás következtében elpusztult a gépi berendezések és szerszámkészlet mintegy 80%-a. A munkáslétszám a háború alattinak 10%-ára csökkent. A volt Fehér-féle gyárba került az EIC is.
Martin Guy 1947-ben elhatározta az angliai kapcsolatok felújítását az Eliot Brothers Ltd., G. Gent, Marconi, English Electric stb. cégekkel. Azt tervezte, hogy Angliából, Svájcból speciális mérőműszereket, műszerrugókat, fúrókat, metszőket, ellenálláshuzalokat importál.
A megmentett terméksablonokkal kis mennyiségben ugyan, de sokféle terméket gyártottak.
1949-ben az EIC-t államosították a többi külföldi érdekeltséggel együtt. A cég a Népgazdasági Tanács 1950. március 2-i 154/10/50. számú rendeletére a Minőségi Mérőműszerek Gyára nevet vette fel, majd beolvadt - telephelyét megtartva - a Fehér-féle gyár helyén megalakult EKM-be